# Центурионе I Закарија
Центурионе I Закарија је био један од најмоћнијих племића Кнежевине Ахеје у 14. веку. Био је прворођени син Мартина Закарије и Џаклин де ла Рош, последњег представника престижне бургундске династије Војводства Атине. Године 1334. Центурионе I је наследио свог брата Бартоломеа Закарију на месту барона Дамале. Након Мартинове смрти, постао је господар једне половине бароније Каландритса, а 1359. године, је стекао другу половину. Око 1370. године именован је за великог констабла кнежевине Ахаје и добио је и баронство Естамире. Такође је три пута био на дужности баила (вицекраља) анжујских владара кнежевине Ахаје.

## Господар Дамале и истакнута личност у Латинској Мореји
Године 1329. цар Андроник III Палеолог је заточио барона Мартина Закарију, оца Центуриона I, и одузета му је управа над острвом Хиос, међутим током његовог заточеништва, а касније је Центурионе I управљао имањима Закарија у Ахаји. Био је толико успешан у кнежевини Ахаји да су Закарије сматрали да су практично независни од напуљског владара.
Николај Бојански, баили цара Роберта II од Таранта и његове супруге царице Марије од Бурбона, написао је извештај о 1360-1361. години, за принцезу-царицу Марију Бурбон Анжу где се господар Центурионе I претерано помиње. Према његовим речима, господар Центурионе I Закарија није нудио феудалне услуге и плаћања својим напуљским господарима. Баили Бојано је напоменуо да ће му требати више од два дана да запише све жалбе које је чуо о Центурионеовим ексцесима у Ахаји. Николас му је послао наређење да надокнади штету нанету Маријиној имовини. Ипак, господар Центурионе I је одговорио, „благим речима понашајући се као да је он сам кнез Вилијам II од Вилардуена који се вратио у живот“. Баили Никола није могао да потчини дрског барона и назвао га је „тиранином“. Упозорио је царицу Марију Анжу да господар Центурионеа I Закарију треба покорити ако она и њен син желе да имају стварну власт у Романији.
Након смрти цара Роберта II 1364. године, водећи прелати, барони и витезови кнежевине Ахаје окупили су се у Гларенци и прогласили господара Центурионеа I за Баилеа кнежевине Ахаје. Затим је баиле Центурионе I отпутовао у Напуљ где му је нови кнез Филип II доделио одговарајући чин. Током своје владавине (1364–1373. године), кнез Филип II је именовао седам различитих баила и једног специјалног изасланика да предводи кнежевину Ахају у његовом одсуству, од којих неки нису били домаћи барони, што је унело значајну нестабилност у кнежевину Ахају. 1370. године, кнез Филип II Анжу је барону Центурионеу I поклонио замак Естамиру и целу баронију која је до тада била кнежевски домен. Након Филипове смрти, кнежевину Ахају и све његове грчке земље преузели су његова сестра Маргарита и њен муж Францис од Бокса за себе и свог сина Џејмса. У међувремену, краљица Јована I од Напуља одлучила је да врши директну власт над кнежевином Ахајом, чији је она дуго била сизерен. Барони Ахаје послали су важну делегацију у Напуљ да испитају права двеју страна које претендују на престо кнежевине Ахаје. Њени чланови били су највећи господари кнежевине Ахаје: Ерард III Ле Мор од Месеније барон Аркадије, Центурионе I Закарија, барон од Каландрике, Дамале, Естамира, Јован II Мисито, барон од Молина и Леонардо I Токо, гроф од Кефалоније, титулу добио од кнеза Роберта II када се потчинио кнезу од Ахаје. Посланство је одлучила у корист краљице Јоване I Анжу и поклонило јој се након што се заклела да ће поштовати обичаје кнежевине Ахаје, као и други претходни кнежеви пре ње.

## Односи са византијским светом
Барон Центурионе I је желео да изгради породичне везе са царским породицама које су управљале Источним римским царством. Оженио се кћерком Андроника Асена, који је служио као Епитропос (стјуарт) од Мореје за његовог ујака цара Андроника II Палеолога. Андроник Асен је био унук цара Михаила VIII Палеолога јер је био син његове прворођене ћерке Ирине Палеолог, такође царице Бугара. Име Центурионеове жене није сачувано (постоји претпоставка да се звала Јелена Асен). Међутим, знамо да је ова Асенина у мираз свом мужу барону Центурионеу IЗакарији донела феуде Лисарије и Манијатохориона.
Током Смирниотског крсташког рата, барона Центуриона I је папа Климент VI именовао за једног од два команданта папских снага које ће се придружити крсташком рату. Такође је носио византијску титулу Протокомес и био је познат као Протокомес од Хиоса или Протокомес Дамалас. Протокомес је био поморски официр и била је то титула уведена током периода владавине династије Палеолога. Изводи га комети флоте, поморска титула популарна у средњем византијском периоду. Према Псеудо-Кидону, заузимао је 75. место у дворској хијерархији.
Барон Центурионе I је одржавао добре везе са царицом Аном Савојском која је једно време била намесница Источног римског царства. Добио је земље и феуде на Хиосу и Фокеји и управљао је острвом заједно са другим племићима које је одредила царска влада. 1352. године потписао је као сведок „први међу свим Латинима“ уговор у Ђенови са царем Јованом VI Кантакузином. Барон Центурионе I је припадао гвелфској партији, лојалној Светој столици. Били су то ђеновски гвелфи који су помогли цару Јовану V Палеологу да преузме престо од стране цара Јована VI Кантакузина 1354. године.
Као што сведочи његов син Андроник који је наследио његове титуле, он је умро пре 1382. године, током своје треће баилиаге.

## Породица
Барон Центурионе I Закарија се оженио Асенином, кћерком Андроника Асена, церемонија венчања обављена је по грчком православном обреду. Пар је имао следећу децу:
- Андроник Асен од Дамала,[15][16] Барон од Каландрике, Аркадије, Естамира. велики констабл кнежевине Ахаје, отац Центуриона II Закарије, кнеза од Ахаје 1404–1432. године.[1] Крштен је именом свог деде Грка.
- Филипо Закарија, оженио се наследницом Риоло у Мореји.
- Мартино Закарија, познат само по његовом учешћу у бици код Гардикија 1375. године.[17]
- Манојло Закарија, супруга Елиана Катанео.
- Марија II Закарија, удата за Педра де Сан Суперана, кнеза од Ахаје 1396–1402. године. Касније је кнегиња Марија II деловала као владајућа кнегиња Ахаје 1402–1404.[1] Она је прва жена која је потврђена као Марија у породичном стаблу династије Закарија.